# Eulogius av Córdoba
Eulogius av Córdoba, född i Córdoba, död 11 mars 859 i Córdoba, var en spansk präst som verkade i det av umayyaderna besatta Spanien. Han hade blivit utnämnd till ärkebiskop av Toledo, men han hann inte vigas innan han dog. Eulogius led martyrdöden 859 och vördas som helgon inom Romersk-katolska kyrkan. Hans minnesdag firas den 11 mars.

## Biografi
Eulogius tjänade och stödde kristna som förföljdes av muslimerna. Det var belagt med dödsstraff för muslimer att konvertera till kristendomen. Leocritia, en ung muslim, hade konverterat till kristendomen, och då hon fördrevs från sitt hem tog Eulogius hand om henne. För detta arresterades han, piskades och halshöggs den 11 mars 859. Fyra dagar senare, den 15 mars, halshöggs även Leocritia.